# Borgonya (color)

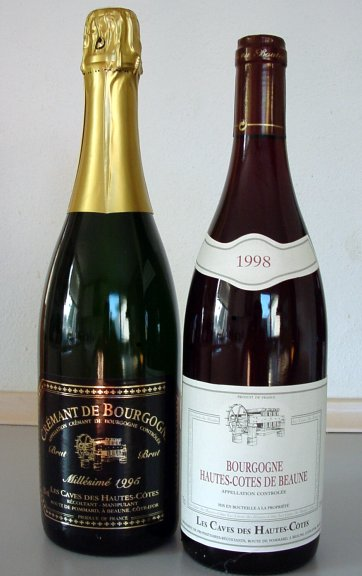
Vins de la Borgonya

El borgonya és un color de la gamma dels roigs foscs que s'associa al color dels vins de Borgonya. El color borgonya és similar d'altres tonalitats fosques del roig com el granat.
Viatges
- Els passaports de la Unió Europea tenen la coberta de color borgonya.

Una mostra del color borgonya: